# Julia Sebastián
Julia Sebastián (Santa Fe, 23 novembre 1993) è una nuotatrice argentina; partire dal 2014 detiene i record nazionali  nei 200 m.

## Biografia
Ha disputato i Giochi di Rio de Janeiro 2016 e di Tokyo 2020.
Era la nipote del pallanuotista olimpico Mario Sebastián.

## Palmarès
- Giochi panamericani

Lima 2019: argento nei 100m rana.
- Giochi sudamericani

Santiago 2014: oro nei 100m rana e argento nella 4x100m misti.

## International Swimming League
| Stagione 2020 | Stagione 2021 |
| ------------- | ------------- |
| LA Current    | LA Current    |